# Đại tá Redl (phim)
Đại tá Redl (tiếng Hungary: Redl ezredes (film), tiếng Đức: Oberst Redl) là bộ phim điện ảnh Hungary, hợp tác với Đức và Áo, do István Szabó đạo diễn. Phim lấy Chiến tranh thế giới thứ nhất làm bối cảnh, công chiếu năm 1985. Phim giành giải BAFTA phim ngoại ngữ hay nhất, giải thưởng của ban giám khảo tại Liên hoan phim Cannes năm 1985 (và cạnh tranh giải Cành cọ vàng), giải phim hay nhất của Giải thưởng phim Đức, một số giải của Hungary, Ba Lan và được đề cử giải Quả cầu vàng phim ngoại ngữ hay nhất, giải Oscar phim ngoại ngữ hay nhất.

## Diễn viên
- Klaus Maria Brandauer as Alfred Redl ezredes
- Hans Christian Blech as von Roden ezredes
- Armin Mueller-Stahl as Trónörökös
- Gudrun Landgrebe as Kubinyi Katalin
- Jan Niklas as Kubinyi Kristóf
- László Mensáros as Ruzitska ezredes
- András Bálint as Dr. Gustav Sonnenschein
- László Gálffi as Alfredo Velocchio
- Dorottya Udvaros as Clarissa
- Károly Eperjes as Jaromil Schorm hadnagy
- Róbert Rátonyi as Ullmann báró
- Kádár Flóra as Redl's sister